# Hermine Claar-Delia
Hermine Claar-Delia (8. April 1844 in Wien als Hermine Deligat – 21. November 1908 in Frankfurt am Main) war eine österreichische Theaterschauspielerin.

## Leben
Sie zeigte frühzeitig Talent für die Bühne und nahm Unterricht bei Joseph Lewinsky. Ihr erstes Engagement fand sie am Deutschen Theater in Pest (1864). Dort holte sie Direktor Chéri Maurice an das von ihm geleitete Thalia-Theater in Hamburg. 1866 ging sie an das Königliche Schauspielhaus Berlin und wechselte noch im selben Jahr an das Hoftheater Schwerin. 1868 kam sie zu einem Gastspiel ans Theater an der Wien. Dort feierte sie als „Minona“ in Heinrich Laubes Böse Zungen derartige Triumphe, so dass sie dieser sofort für das Leipziger Stadttheater engagierte. Sie nahm nach ihrem Scheiden von Leipzig 1871 kein festes Engagement an, sondern arbeitete gastierend. 1872 nahm sie erneut festes Engagement am Prager Deutschen Landestheater, das sie 1876 verließ, um am Residenztheater Berlin, wo ihr Ehemann Emil Claar Intendant war, bis 1879 wirkte. Ihren festen Wohnsitz nahm sie mit ihrem Mann (der in diesem Jahr Intendant des Frankfurter Stadttheaters wurde) danach in Frankfurt am Main. Von 1879 bis 1891 arbeitete sie erneut gastierend und beendete ihre Bühnenlaufbahn im letztgenannten Jahr. Sie liegt auf dem Frankfurter Hauptfriedhof begraben.